# فلورنتینا اسپانو
فلورنتینا اسپانو (انگلیسی: Florentina Spânu؛ زادهٔ ۶ اوت ۱۹۸۵) بازیکن فوتبال اهل رومانی است.
وی همچنین در تیم ملی فوتبال Romania بازی کرده‌است.